# Campionato Primavera 1966-1967
Il Campionato Primavera 1966-1967 è la 5ª edizione del Campionato Primavera. I detentori del trofeo sono l'Inter per il campionato di serie A e il Padova per il campionato di serie B.
La squadra vincitrice del torneo di serie A è stato il Torino che guidato da Oberdan Ussello si è aggiudicato il titolo di campione nazionale per la prima volta nella sua storia. Il torneo di serie B è stato vinto per la prima volta nella sua storia dal Verona.
La fonte ufficiale fa supporre una finalissima vinta dal Verona.